# Rhynchopyga elongata
Rhynchopyga elongata är en fjärilsart som beskrevs av Paul Dognin 1890. Rhynchopyga elongata ingår i släktet Rhynchopyga och familjen björnspinnare. Inga underarter finns listade.